# Фотограф (фильм, 1998)
«Фотограф» (англ. Pecker) — американская драматическая комедия, сценаристом и режиссёром которой выступил Джон Уотерс.

## Описание
Молодой парнишка из Балтимора Пекер любит фотографировать. Да не просто любит, а жить без своего допотопного фотоаппарата не может. Он делает снимки постоянно и везде: на работе в кафе, в транспорте, на улице, дома, в магазине. Ему «виртуозно» помогает в этом друг-воришка, создавая необычные ситуации.
Судьба свела Пекера с нью-йоркским агентом-галеристкой. От девушки поступило выгодное предложение по организации выставки фоторабот Пекера в Нью-Йорке. Собрался весь бомонд. Изысканно-капризная публика была в восторге от работ провинциального мальчишки. Ему тут же посыпались заказы на проведение выставок в престижных галереях, но Пекер решил, что теперь не он поедет в Нью-Йорк, а пусть к нему пожалуют снобы из столичного города.

## В ролях
- Эдвард Ферлонг — Пекер
- Кристина Риччи — Шелли
- Лили Тейлор — Рори Уиллер
- Мэри Кэй Плэйс — Джой
- Марта Плимптон — Тина
- Брендан Секстон III — Мэтт
- Бесс Армстронг — Доктор Кломптус
- Лорен Халси — Крисси
- Марк Джой — Джимми
- Минк Стоул — Член избиркома
- Патриция Хёрст — Линн Вертвут
- Джин Шертлер — Мемама
- Алан Дж. Вендл — Мистер Нелбокс
- Грег Горман — камео
- Синди Шерман — камео

## Саундтрек
1. Paul Evans — Happy-Go-Lucky Me
2. Stewart Copeland — The Love Chase
3. Leroy Pullins — I’m a Nut
4. Stewart Copeland — Memama
5. The Nutty Squirrels — Uh! Oh! (Part 1)
6. Vicky Randle and Stewart Copeland — Straight Boys
7. Billy Williams — I’m Gonna Sit Right Down and Write Myself a Letter
8. Henhouse Five Plus Too (Ray Stevens) — In the Mood
9. Stewart Copeland — Back to Hampden/Sneaky Shelly
10. Dave Hardin — Baltimore, You’re Home to Me
11. Stewart Copeland — Thrift Shop Fashion Shoot
12. Stan Ridgway and Stewart Copeland — Don’t Drop the Soap (For Anyone Else But Me)
13. Stewart Copeland — New York Montage
14. The Grid — Swamp Thing
15. The Rock-A-Teens — Woo Hoo

## Критика
Фильм был встречен смешанными отзывами критиков, но преимущественно положительными. Фильм имеет 52 % рейтинга «свежести» на сайте Rotten Tomatoes, основанных на 44 рецензиях. На сайте Metacritic средний рейтинг фильма составляет 66 из 100 на основе 24 обзоров. Критик Эдвинс Бейткинс из The San Francisco Examiner назвал попытку популяризировать творчество Уотерса крайне неудачной, ведь получилось не лучше всего, что выпускает Голливуд. В обзоре для Chicago Sun-Times Роджер Эберт назвал картинку переходной стадией режиссёра, Уотерс еще пытается использовать старые приёмы, но все они ни чем не заканчиваются.